# Muferiat Kamil
Muferiat Kamil (en amharique : ሙፈሪያት ካሚል) est une personnalité politique éthiopienne, née en 1976 à Jimma.

## Biographie
Elle est nommée ministre des Femmes en 2008. 
Elle est élue présidente de la  Chambre des représentants des peuples en avril 2018, après la démission du Premier ministre Hailemariam Dessalegn remplacé par Abiy Ahmed. Début juin 2018, elle est élue présidente du Mouvement démocratique des peuples du sud de l'Éthiopie (MDPSE), l'un des quatre partis qui composent la coalition au pouvoir en Éthiopie, le Front démocratique révolutionnaire du peuple éthiopien (FDRPE). 
Elle est nommée le 16 octobre 2018 ministre de la Paix dans le nouveau gouvernement d'Abiy Ahmed.